# Tervel (município)
O Município de Tervel (Тервел no alfabeto cirílico) é um município (obshitna) da Bulgária localizado na província de Dobrich. Possui uma cidade, Tervel, que é sua capital, e 25 vilas, distribuídas numa área de 583 quilômetros quadrados. A população do município, segundo o censo de 2007, era de 28.488 pessoas.

## Lista de Localidades

### Cidades
- Tervel

### Aldeias
- Angelariy
- Balik
- Bezmer
- Bozhan
- Bonevo
- Brestnitsa
- Chestimensko
- Glavantsi
- Gradnitsa
- Guslar
- Jeglartsi
- Kableshkovo
- Kladentsi
- Kolartsi
- Kochmar
- Mali izvor
- Nova Kamena
- Onogur
- Orlyak
- Polkovnik Savovo
- Popgruevo
- Profesor Zlatarski
- Surnets
- Voynikovo
- Zarnevo

## População
| Município de Tervel                                                                                                   | Município de Tervel | Município de Tervel | Município de Tervel | Município de Tervel | Município de Tervel | Município de Tervel | Município de Tervel | Município de Tervel | Município de Tervel | Município de Tervel | Município de Tervel | Município de Tervel | Município de Tervel | Município de Tervel | Município de Tervel | Município de Tervel | Município de Tervel | Município de Tervel | Município de Tervel |
| --- | ------------------- | ------------------- | ------------------- | ------------------- | ------------------- | ------------------- | ------------------- | ------------------- | ------------------- | ------------------- | ------------------- | ------------------- | ------------------- | ------------------- | ------------------- | ------------------- | ------------------- | ------------------- | ------------------- |
| Ano | 1887                | 1910                | 1934                | 1946                | 1956                | 1965                | 1975                | 1985                | 1992                | 2001                | 2002                | 2003                | 2004                | 2005                | 2006                | 2007                | 2008                | 2009                | 2010                |
| População |                     |                     |                     | …                   | …                   | 5,728               | 6,581               | 7,793               | 7,859               | 7,255               | 7,178               | 7,127               | 7,027               | 6,966               | 6,880               | 6,869               | 6,824               | 6,755               | 6,667               |
| Fontes: Instituto Nacional de Estatísticas, „citypopulation.de“, „pop-stat.mashke.org“, Bulgarian Academy of Sciences |                     |                     |                     |                     |                     |                     |                     |                     |                     |                     |                     |                     |                     |                     |                     |                     |                     |                     |                     |